# Cryptotendipes irioabeus
Cryptotendipes irioabeus är en tvåvingeart som beskrevs av Sasa och Suzuki 2000. Cryptotendipes irioabeus ingår i släktet Cryptotendipes och familjen fjädermyggor. Inga underarter finns listade i Catalogue of Life.